# Улица Орлова (Чебоксары)
У́лица Орло́ва — улица в столице Чувашской Республики — городе Чебоксары.
Расположена в Калининском районе города, в центре микрорайона Южный посёлок.
Улица имеет четыре полосы движения, по две в каждую сторону. С обеих сторон заканчивается мостами через речки: Кукшум (на севере) и Шалмас (на юге), в середине пересечена улицей Ашмарина.
Начинается, продолжая Эгерский бульвар на юг. Проходит через Южный посёлок, деля его на две равные части и заканчивается переходом в улицу Токмакова (микрорайон Альгешево).

## Происхождение названия
Первоначально улица, расположенная в Южном посёлке, именовалась бульваром Чапаева. Названа была так в честь знаменитого чувашского земляка, легендарного полководца Гражданской войны Василия Ивановича Чапаева.
Это имя продержалось за ней в течение всего советского периода истории вплоть до 1990-х годов, пока Южный посёлок не вошёл в состав Чебоксар. Тогда же решением Чебоксарской городской администрации улица получила новое имя. Обоснованием этому явилось дублирование названия, так как в Чебоксарах к тому времени уже существовала одна улица Чапаева.
С целью увековечивания памяти ещё одного знаменитого земляка, чуваша по национальности, Героя Советского Союза, легендарного лётчика Великой Отечественной войны Федота Никитовича Орлова, улице было присвоено его имя.

## Здания и сооружения

Перекрёсток улиц Орлова и Ашмарина

Обе стороны улицы состоят из одноэтажной частной жилой застройки.
Всего на улице — 28 домов.
Среди объектов инфраструктуры выделяются:
- № 20 — ООО «ТехСнабРесурсы»[2]
- № 29 — магазин «Купец»
- № 34/8 — Автошкола ДОСААФ России по Калининскому району Чебоксар[3].

- На пересечении с улицей Ашмарина находятся: рынок «Южный», центр досуга / кинотеатр «Луч», почтовое отделение.

## Транспорт
По улице организовано активное движение пассажирского транспорта:
- Автобусы 15, 52
- Троллейбусы № 8, 9, 10, 15, 18[4]
- Маршрутные такси

## Смежные улицы
- Эгерский бульвар
- Улица Ашмарина
- Улица Токмакова